# Теорема об уголках
Теорема об уголках — доказанный результат в области аддитивной комбинаторики, утверждающий присутствие некой упорядоченной (в арифметическом смысле) структуры, называемой уголком, в достаточно больших двумерных множествах любой фиксированной плотности.
Для натуральных чисел фактически речь идёт о принадлежности достаточно плотному множеству клеток на двумерной решётке двух концов и точки излома прямого угла со сторонами одинаковой длины, параллельными осям координат.

## Формулировка
Теорема касается двумерной решётки и рассматривает множества пар чисел (координат в двумерном пространстве). Для натуральных чисел {\displaystyle x,y,d\ (d\not =0)} назовём тройку координат {\displaystyle \{{(x,y),(x+d,y),(x,y+d)}\}} уголком. Будем говорить, что множество содержит некоторый уголок если оно содержит в себе все три точки этого уголка.
Для подмножества двумерной решётки {\displaystyle A\subset \{{1,\dots ,N}\}^{2}} определим его плотность как {\displaystyle {\rho _{N}}(A)={\frac {|A|}{N^{2}}}}, то есть как долю клеток, принадлежащих множеству, среди всей решётки.
| Теорема об уголках Для любого {\displaystyle \delta } существует такое {\displaystyle N=N(\delta )}, что если множество {\displaystyle A\subset \{{1,\dots ,N}\}^{2}} имеет плотность {\displaystyle \rho _{N}(A)\geq \delta }, то оно содержит уголок. |

## История улучшения результатов
Теорема об уголках была доказана Миклошем Аитаи (англ. Miklos Ajtai) и Эндре Семереди в 1974—1975 годах. В 1981 году этот результат был передоказан Хиллелом Фюрстенбергом с использованием методов эргодической теории. Также существует доказательство Йожефа Шоймоши (венг. Jozsef Solymosi), опирающееся на лемму об удалении треугольника из графа.
Кроме самого факта существования {\displaystyle N=N(\delta )}, достаточного для того, чтобы любое множество плотности {\displaystyle \delta } в квадрате {\displaystyle \{1,\dots ,N\}^{2}} содержало уголок, уместно рассматривать также порядок роста функции {\displaystyle N(\delta )}, или, наоборот, {\displaystyle \delta (N)} как максимальной плотности {\displaystyle \delta } для данного {\displaystyle N}, при которой возможно подмножество без уголков.
Если обозначить как {\displaystyle L(N)} плотность максимального подмножества квадрата {\displaystyle \{1,\dots ,N\}^{2}}, не содержащего уголков, то основная теорема об уголках будет эквивалентна утверждению о том, что {\displaystyle L(N)=o(1)}, и уместно рассматривать более общий вопрос об улучшении верхних оценок на {\displaystyle L(N)}. Этот вопрос впервые поставил Уильям Тимоти Гауэрс в 2001 году.
В 2002 году Ву Ха Ван доказал, что {\displaystyle L(N)\leq {\frac {100}{(\log _{*}(N))^{1/4}}}}, где {\displaystyle \log _{*}} — операция, обратная к тетрации по основанию 2 в том же смысле, в котором натуральный логарифм является обратной операцией для экспоненты.
В 2005—2006 годах Илья Шкредов улучшил эту оценку сначала до {\displaystyle L(N)=O\left({\frac {1}{(\log \log \log N)^{C_{1}}}}\right)}, а потом и до {\displaystyle L(N)=O\left({\frac {1}{(\log \log N)^{C_{2}}}}\right)}, где {\displaystyle C_{1}} и {\displaystyle C_{2}} — некоторые абсолютные константы.

## Связь с теоремой Рота
Теорему об уголках можно считать двумерным аналогом теоремы Рота (частного случая теоремы Семереди для прогрессий длины {\displaystyle 3}), ведь в постановке задачи важным является именно равенство двух «сторон» прямоугольного уголка, точно так же как в определении арифметической прогрессии важно равенство двух разностей между соседними числами.
| Теорема Рота (1953) Для любого {\displaystyle \delta } существует такое {\displaystyle N=N(\delta )}, что если множество {\displaystyle A\subset \{{1,\dots ,N}\}} имеет плотность {\displaystyle {\frac {\|A\|}{N}}>\delta }, то оно содержит арифметическую прогрессию, то есть тройку чисел {\displaystyle \{a-d,a,a+d\}} при некоторых {\displaystyle a} и {\displaystyle d\not =0}. |

Из теоремы об уголках можно вывести теорему Рота как прямое следствие.
Для доказательства от противного предположим, что теорема об уголках верна, а теорема Рота не верна, то есть существует какая-то плотность {\displaystyle \delta >0} такая, что для любого {\displaystyle N} можно найти подмножество {\displaystyle A\subset \{1,\dots ,N\}} такой плотности, не содержащее арифметической прогрессии, но аналогичной плотности для покрытия квадрата произвольного размера без образования уголков не существует. Нам нужно, исходя из этого, прийти к противоречию.
Рассмотрим для произвольного {\displaystyle N} такое множество {\displaystyle A\subset \{1,\dots ,N\}} {\displaystyle (|A|>\delta N)} и сконструируем по нему двумерное подмножество квадрата размера {\displaystyle 2N}, которое будет контрпримером для теоремы об уголках, то есть будет иметь известную ненулевую плотность и должно будет не содержать уголков.
Таким множеством будет множество вида {\displaystyle X=\{(a+(i-1),i):i\in {1,\dots ,N},a\in A\}}, то есть последовательность строк, представляющих последовательные сдвиги множества {\displaystyle A}. Если бы в таком множестве был уголок, то это означало бы, что во множестве {\displaystyle A} была арифметическая прогрессия длины {\displaystyle 3}, ведь {\displaystyle X} сконструировано так, что, если {\displaystyle (x,y+d)\in X}, то и {\displaystyle (x-d,y)\in X}, и тогда, кроме уголка, в нём присутствует тройка {\displaystyle (x-d,y),(x,y),(x+d,y)}, отображающая арифметическую прогрессию в конкретную строку.
Однако нашим изначальным предположением было, что в {\displaystyle A} нет таких прогрессий. Значит, в {\displaystyle X} нет уголков. Теперь рассмотрим плотность {\displaystyle X} в квадрате {\displaystyle \{1,\dots ,2N\}^{2}}. Так как сдвигов всего {\displaystyle N}, и они все входят в множество полностью, то плотность равна {\displaystyle {\frac {N|A|}{(2N)^{2}}}>{\frac {\delta N^{2}}{4N^{2}}}={\frac {\delta }{4}}}.
Итак, мы научились строить множество плотности {\displaystyle {\frac {\delta }{4}}}, не содержащее уголков, в квадрате любого размера. Однако это противоречит нашему изначальному предположению о том, что теорема об уголках верна.

## Обобщение для групп
Кроме визуально представимых уголков на решётке {\displaystyle \{1,\dots ,N\}^{2}} можно рассматривать обобщённые «уголки» вида {\displaystyle \{(x,y),(x\circ d,y),(x,y\circ d)\}}, где {\displaystyle x,y,d\in G}, а {\displaystyle G} — некоторая группа с операцией {\displaystyle \circ }.

### Для пространстваZ2n{\displaystyle {\mathbb {Z} }_{2}^{n}}
Бен Грин в 2005 году рассмотрел вопрос об уголках в группе {\displaystyle {\mathbb {Z} }_{2}^{n}}, то есть не для множества натуральных чисел. а для множества битовых (состоящих из нулей и единиц) последовательностей длины {\displaystyle n}, для которых вместо сложения используется побитовое исключающее или.
| Теорема (Грин, 2005) Для любого {\displaystyle \delta } существует такое {\displaystyle n=n(\delta )}, что если множество {\displaystyle A\subset {\mathbb {Z} }_{2}^{n}\times {\mathbb {Z} }_{2}^{n}} имеет плотность {\displaystyle {\frac {\|A\|}{2^{2n}}}\geq \delta }, то оно содержит уголок вида {\displaystyle \{(x,y),(x+d,y),(x,y+d)\}}, где {\displaystyle x,y,d\in {\mathbb {Z} }_{2}^{n}}, а сложение производится по модулю 2. |

#### Показатели равномерности
В доказательстве используются два показателя равномерности распределения множеств - один для "одномерных" подмножеств {\displaystyle E\subset {\mathbb {Z} }_{2}^{n}}, а другой для "двумерных" {\displaystyle A\subset E_{1}\times E_{2}}, где {\displaystyle E_{1},E_{2}\subset {\mathbb {Z} }_{2}^{n}}
В качестве показателя равномерности для одномерных множеств используется специальным образом адаптированное преобразование Фурье, где в качестве коэффициентов используются корни из единицы, а в место умножения - аналог скалярного произведения вида {\displaystyle {\overline {x}}\cdot {\overline {y}}=\sum \limits _{i=1}^{n}{x_{i}y_{i}}{\pmod {2}}}. Если {\displaystyle {\widehat {E}}(\xi )=\sum \limits _{x\in E}{e^{-(x\cdot \xi )\pi i}}=\sum \limits _{x\in E}{(-1)^{x\cdot \xi }}}, то малое значение {\displaystyle \max \limits _{\xi \not =0}{{\widehat {E}}(\xi )}} в некотором смысле означает близость множества {\displaystyle E} некоторому случайно распределённому множеству той же плотности, что означает присутствие в нём большего количество структурированных подмножеств, чем во многих остальных. Если {\displaystyle \max \limits _{\xi \not =0}{{\widehat {E}}(\xi )}<2^{n}\alpha } для некоторого {\displaystyle \alpha }, то говорят, что множество {\displaystyle E} является {\displaystyle \alpha }-равномерным.
Для множества {\displaystyle A\subset E_{1}\times E_{2}\subset {\mathbb {Z} }_{2}^{n}\times {\mathbb {Z} }_{2}^{n}} имеет смысл рассматривать балансовую функцию {\displaystyle {f_{A}}(x,y)=[(x,y)\in A]-\rho [(x,y)\in E_{1}\times E_{2}]}, где {\displaystyle \rho =\rho (A)={\frac {|A|}{|E_{1}||E_{2}|}}} - плотность множества, а выражение в квадратных скобках означает индикатор принадлежности множеству. Для балансовой функции определяется так называемая прямоугольная норма {\displaystyle \lVert {f_{A}}\rVert ^{4}=\sum \limits _{x_{1},y_{1},x_{2},y_{2}}{{f_{A}}(x_{1},y_{1}){f_{A}}(x_{1},y_{2}),{f_{A}}(x_{2},y_{1}),{f_{A}}(x_{2},y_{2})}}. Если величина этой нормы в некотором смысле достаточно мала, то это также означает близость {\displaystyle A} к случайному множеству. Если {\displaystyle \lVert {f_{A}}\rVert ^{4}<\alpha |E_{1}|^{2}|E_{2}|^{2}}, то множество {\displaystyle A} называется {\displaystyle \alpha }-равномерным по прямоугольной норме.

#### Описание алгоритма
Доказательство производится от противного, то есть изначально предполагается, что множество {\displaystyle A} имеет плотность {\displaystyle \delta } и не содержит уголков. Доказательство представляет собой алгоритм последовательного перехода от множества {\displaystyle A} к его подмножеству, содержащемуся в произведении пространств меньшей размерности и имеющего там бо́льшую плотность. Дальше переход по той же схеме осуществвляется от этого подмножества к его же подмножеству, и так далее, пока в очередном подмножестве не найдётся арифметическая прогрессия (которая, очевидно, будет принадлежать и самому {\displaystyle A}). Остановка алгоритма в некоторый момент гарантируется тем, что плотность множества не может превышать единицу, а от множества плотности {\displaystyle \delta } переход производится к его подмножеству плотности (в некотором более узком пространстве) {\displaystyle \delta +2^{-32}\delta ^{24}}, так что через {\displaystyle 2^{32}\delta ^{-24}} сужений подмножества алгоритм завершает свою работу.
Очередное подмножество {\displaystyle A_{i}\subset A} рассматривается не только как {\displaystyle A_{i}\subset W_{i}\times W_{i}}, где {\displaystyle W_{i}\subset {\mathbb {Z} }_{2}^{n}} - некоторое подпространство, но и более узко, как {\displaystyle A_{i}\subset E_{1}^{(i)}\times E_{2}^{(i)}}, где множества {\displaystyle E_{1}^{(i)},E_{2}^{(i)}\subset W_{i}} - произвольные множества, но имеющие малые коэффициенты Фурье.
Формально можно условиться, что {\displaystyle A_{0}=A}, {\displaystyle W_{0}={\mathbb {Z} }_{2}^{n}}, {\displaystyle E_{1}^{(0)}=E_{2}^{(0)}={\mathbb {Z} }_{2}^{n}}
Далее мы будем рассматривать отдельный шаг алгоритма, и обозначать плотности множеств {\displaystyle E} как {\displaystyle \beta _{1}={\frac {E_{1}^{(i)}}{|W|}}} и {\displaystyle \beta _{2}={\frac {E_{2}^{(i)}}{|W|}}}. Эти плотнсти также имеют значение при доказательстве.
Во всех трёх рассматриваемых далее случаях {\displaystyle \alpha }-равномерность множеств {\displaystyle E} имеется ввиду относительно текущего пространства {\displaystyle W_{i}}
На каждом отдельном этапе алгоритма возможны три случая:

#### Случай 1
Множества {\displaystyle E_{1}^{(i)}} и {\displaystyle E_{2}^{(i)}} являются {\displaystyle \alpha _{1}}-равномерными для некоторого {\displaystyle \alpha _{1}=\alpha _{1}(\delta ,\beta _{1},\beta _{2})}. Множество {\displaystyle A_{i}} является {\displaystyle \alpha _{2}}-равномерным для некоторого {\displaystyle \alpha _{2}=\alpha _{2}(\delta )}.
В этом случае наличие уголков можно доказать буквально, не углубляясь к подмножествам. Более того, можно доказать что множество {\displaystyle A} содержит не менее {\displaystyle {\frac {\delta ^{3}\beta _{1}\beta _{2}}{2}}|W|^{3}} уголков. Это лучшая по порядку роста оценка, поскольку количество уголков, очевидно, не может превышать {\displaystyle |W|^{3}} (ведь уголок определяется тремя числами, {\displaystyle x,y,d\in W}).

#### Случай 2
Множество {\displaystyle A} не является {\displaystyle \alpha _{2}}-равномерным для того же {\displaystyle \alpha _{2}}, что и в предыдущем случае.
Тоода оказывается возможным выбрать подмножества {\displaystyle F_{1}\subset E_{1}}, {\displaystyle F_{1}\subset E_{2}} такие, что их размер не намного меньше размеров {\displaystyle E_{1},E_{2}} (уменьшается не более чем в {\displaystyle p({\frac {1}{\delta }})} раз, где {\displaystyle p} - полином), а плотность множества {\displaystyle A} среди {\displaystyle F_{1}\times F_{2}} значительно превышает его плотность среди {\displaystyle E_{1}\times E_{2}} (превышает на {\displaystyle q(\delta )} где {\displaystyle q} - полином)

#### Случай 3
Одно из множеств {\displaystyle E_{1}^{(i)},E_{2}^{(i)}} не является {\displaystyle \alpha _{1}}-равномерными (для того же {\displaystyle \alpha _{1}}, что и в первом случае).
Заметим, что этот случай не может возникать на самом первом шаге, так как {\displaystyle E_{1}^{(0)}=E_{2}^{(0)}={\mathbb {Z} }_{2}^{n}}, а пространство относительно самого себя, конечно, всегда {\displaystyle 0}-равномерно.
В этом случае используется прирост множества c предыдущего шага, а именно, если множество {\displaystyle A_{i}} имеет плотность {\displaystyle \delta _{0}+\tau } среди {\displaystyle E_{1}^{(i)}\times E_{2}^{(i)}}, то доказывается существование некоторого подпространства {\displaystyle W_{i+1}\subset W_{i}} и некоторых сдвигов множеств {\displaystyle E_{1}^{(i)},E_{2}^{(i)},A}, таких, что при переходе к их (сдвигов) пересечениям с этим подпространством новые одномерные множества оказываются {\displaystyle \sigma }-равномерными для произвольного заранее выбранного {\displaystyle \sigma }, а плотность нового двумерного множества оказывается не меньше, чем {\displaystyle \delta _{0}+{\frac {\tau }{4}}}.
В качестве {\displaystyle \sigma } здесь можно выбрать {\displaystyle \alpha _{1}}, а в качестве {\displaystyle \tau } прирост множества, обеспеченный на предыдущем шаге алгоритма. Таким образом, мы лишь немного (в четыре раза) уменьшаем скорость прироста плотности множества {\displaystyle A} по ходу алгоритма, но зато обеспечиваем на каждом шаге {\displaystyle \alpha _{1}}-равномерность множеств {\displaystyle E_{1}^{(i)},E_{2}^{(i)}}, а это позволяет нам утверждать, что случаями 1 и 2 исчерпываются все возможные случаи.

### Для произвольных абелевых групп
Илья Шкредов в 2009 году доказал обобщение для абелевых групп.
| Теорема Существует абсолютная константа {\displaystyle c>0} такая, что если {\displaystyle (G,\circ )} — абелева группа, {\displaystyle A\subset G\times G}, то из {\displaystyle \|A\|\geq {\frac {\|G\|^{2}}{({\log \log {\|G\|}})^{c}}}} следует присутствие в {\displaystyle A} уголка {\displaystyle \{(x,y),(x\circ d,y),(x,y\circ d)\}} |